# Maguva brunnea
Maguva brunnea är en insektsart som beskrevs av William D. Funkhouser 1937. Maguva brunnea ingår i släktet Maguva och familjen hornstritar. Inga underarter finns listade i Catalogue of Life.